# 집토끼
집토끼(House Rabbit)는 가축화된 굴토끼(Oryctolagus cuniculus)이다. 굴토끼로부터 여러 가지 품종이 만들어졌다. 산토끼와 달라서 팔꿈치에서 발뒤꿈치까지의 길이가 무릎에서 발뒤꿈치까지의 길이의 절반으로 짧으며 앉았을 때의 몸통은 지면과 거의 평행이다. 무리를 지어 생활하며 사회행동이 다양하다. 텃세가 강한 번식 무리를 형성한다. 뒷다리가 길어 달리는 데 적합하며, 위험에 처했을 때는 시속 80km까지 달린다. 발바닥에 솔처럼 조밀하게 나 있는 긴 털은 달릴 때에 지면을 잘 디딜 수 있게 해주고, 쿠션과 같은 역할도 한다. 땅에 굴을 파고 살며 굴 속이나 바위 밑에 마른 잎이나 털을 펴놓은 보금자리를 만들고 그 속에 새끼를 낳는다. 갓 낳은 새끼는 눈을 감고 있고 털이 없다. 보통 집토끼를 미니토끼라 부르기도 하는 데 그것은 집토끼의 새끼이다.

## 토끼 기르기
토끼는 주로 물, 건초, 채소, 들풀, 과일 등을 먹으며, 경우에 따라서는 파인애플, 파파야, 펠렛 등을 먹일 수 있다.

### 토끼 기르기 준비
2-3마리에 한 평(약 3.3평방미터) 정도의 면적으로 토끼집을 지으면 된다. 토끼집을 만들 수 없는 경우는 네트망을 사서 철장형태로 만든다. 박스는 시야가 막혀있어서 답답해 하며 추천할만한 집이 못된다. 정면은 철망으로 안을 볼 수 있도록 하고, 바닥에는 짚이나 건초 등을 깔아 언제나 청결을 유지한다. 또 자동물병을 매달아 두어 물을 먹고 싶을 때 먹을 수 있도록 한다. 토끼집은 잘 건조되어 있으며 비가 와도 물이 새지 않는 곳에 만드는데, 여름에는 바람이 잘 통하고 겨울에는 따뜻한 곳이 좋다.

### 토끼 돌보기
토끼는 골격이 섬세하고 약하므로 다치지 않도록 조심한다. 또 배설물이 다리나 배에 달라붙지 않도록 바닥을 깨끗하게 해 준다. 외출을 할 때는 몸줄과 끈을 구입하여 데리고 다니면 편리하다. 케이지 안이 습하면 호흡기 질환이나 설사를 일으킬 염려가 있으므로 가능하면 건조하게 해주는 것이 좋다. 이가 너무 자라는 것을 방지하고 발톱을 갈도록 하기 위해 나뭇조각이나 단단한 장난감을 토끼집에 넣어 준다. 귀는 가끔 지저분한가를 점검하여 애완동물용 귀 세척제를 사용해 닦아 준다. 만약 귓속에서 심한 악취가 나거나 염증이 생기면 곧바로 병원으로 데리고 간다. 단, 토끼는 물에 한번 젖으면 잘 마르지 않기 때문에 물로 씻기는 것은 최대한 피하는 것이 좋다. 털이 긴 토끼는 빗질을 자주 해 주어야 털이 뭉치지 않는다. 토끼가 자신의 털을 먹게 되면 병에 걸릴 수도 있다. 털이 짧은 토끼는 굳이 빗질을 해주지 않아도 되지만 털갈이 등으로 털이 유난히 많이 빠질 때는 빗질을 해 주어야 한다. 특히 주의할 점은 귀는 토끼의 가장 민감한 부위이므로 세게 잡거나 잡아 들어올리거나 해서는 안 된다. 토끼를 잡을 때는 등을 잡고 들어올려야 한다.
토끼 먹이 주기
토끼는 초식동물로 주로 주식은 건초 간식으로는 채소를 먹는다. 집에서 기를 때는 건초를 주식으로 주며, 인공사료와 적절히 섞어 주는 것이 좋으며 아침, 저녁으로 두세 번 준다. 민들레나 질경이 같은 들풀은 반드시 말려서 주고 독초(미나리아재비, 양귀비)나 파, 양파, 생강 같은 자극성이 강한 것은 주면 안 된다. 먹이의 양은 건초를 충분히 주는게 좋다. 어린토끼에게는 6개월까지 알파파를 성토가 되면 티모시를 준다. 수분이 많은 채소를 너무 자주 주면 설사를 일으키므로 주의해야 한다.

### 토끼의 새끼 낳기

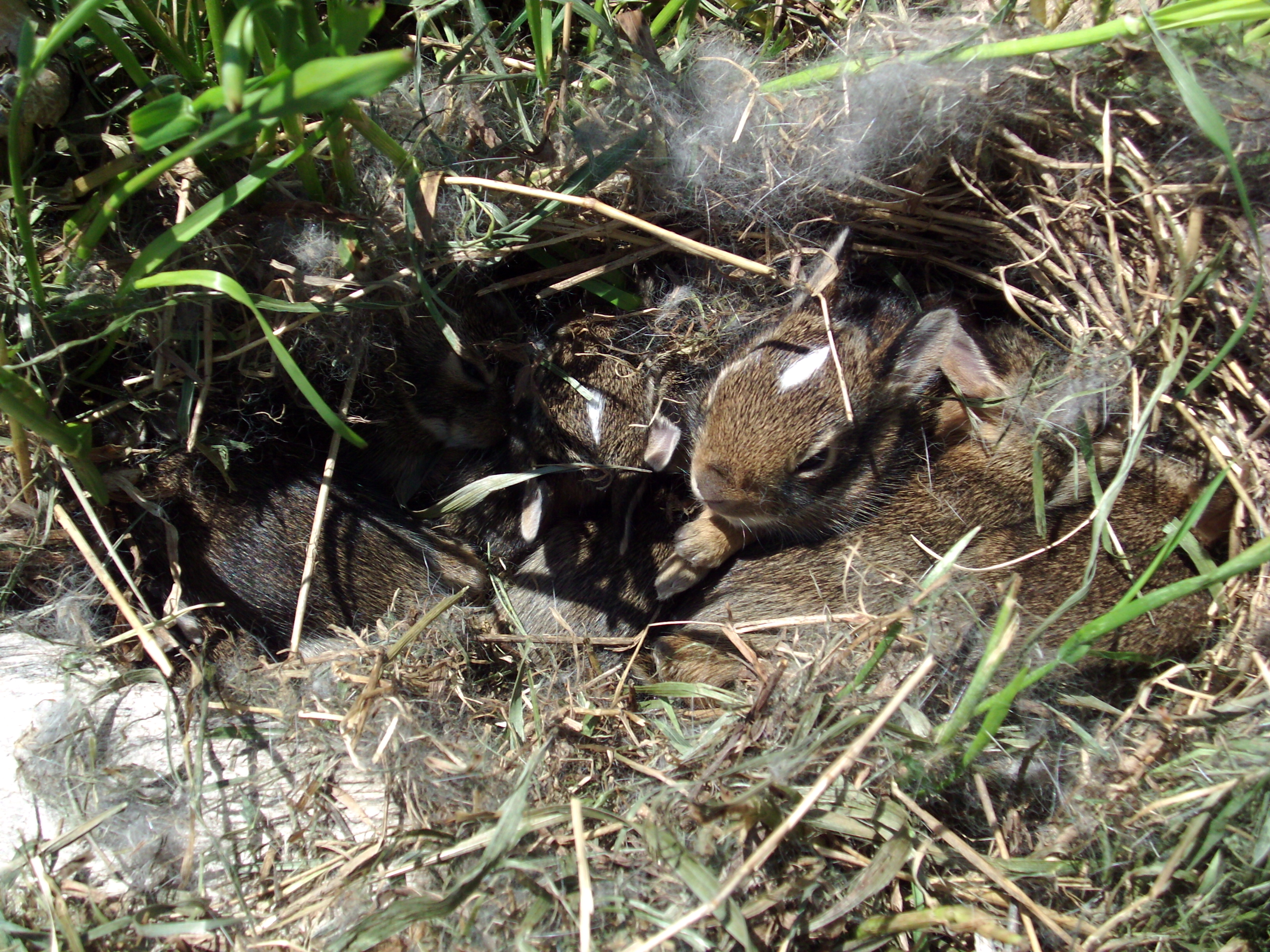
아기토끼들.

토끼는 생후 6개월 정도에 짝짓기를 해주는 것이 좋다. 임신 기간은 약 30일 (1개월)이며 4-8마리의 새끼를 낳는다. 토끼는 평소엔 얌전하지만 발정하면 흥분한다. 때로는 수컷과 암컷 사이에 심한 싸움이 일어나기도 하므로 세심하게 관찰하여야 한다. 특히 암컷과 수컷을 따로따로 사육하고 있을 때는 양쪽이 서로 흥분할 때 교미를 시켜야 한다. 임신이 확인되면 수컷은 다른 장소로 옮긴다. 출산이 가까워지면 암컷은 짚과 함께 자기 가슴과 배에 나 있는 털을 뽑아 새끼를 낳을 자리를 만든다. 임신한 암컷은 신경이 매우 예민한 상태이기 때문에 주변을 조용히 해 주어야 한다. 토끼는 원래 굴 속에서 분만한 습성이 있기 때문에 분만이 시작될 때 케이지 전체를 천으로 씌워 어둡게 해 준다. 분만 도중에 커튼을 걷어 버리거나 새끼토끼를 만지면 어미토끼가 새끼토끼를 물어 죽이는 경우도 있다. 토끼가 태어나면 부드러운 생풀이나 비지 등을 준다. 태어난 지 4-5일이 지나면 털이 나기 시작하고 10일 정도 지나면 눈을 뜬다. 15-20일 정도 지나면 걷기 시작하고, 어미토끼와 똑같은 먹이를 먹게 되므로, 물기가 많은 먹이는 그만 준다. 이때 토끼집 안을 청소해 준다. 태어난 후 30-45일 정도 어미와 새끼를 함께 놔 두고, 그 뒤에 새끼를 다른 곳으로 옮긴다.

## 토끼 사육의 품종
- 친칠라종과 렉스종이 있다. 두 종류가 모두 프랑스 원산으로, 친칠라종에는 몸무게 4-4.5kg의 대형종과 2.5-3.5kg의 소형종이 있다. 털은 흰색과 검은색이 섞인 희끗희긋한 색깔이다. 렉스종은 몸무게 2.6-3.5kg으로 등은 암갈색이고 배는 흰색으로 털은 짧고 비로드 모양이다.
- 터키의 앙고라지방이나 현재의 앙고라는 영국·프랑스에서 개량된 것이다. 영국계는 몸집이 작고 털이 가늘고 몸통이 짧으며 몸무게는 약 2.5kg이다. 프랑스계는 몸집이 크고 몸무게 약 3.5kg이며 털은 흰색으로 굵고 길다.

- 뉴질랜드화이트종과 흰색 일본종이 있다. 뉴질랜드 화이트종은 몸무게 4-4.5kg이고 몸의 앞쪽의 발달이 좋으며 어깨나비와 허리나비가 거의 같은 정도이고 순백색의 가는 털이 빽빽이 자라나 있다. 흰색 일본종은 눈이 빨간 흰색 토끼로 크기는 여러 가지이다. 한국에서 흔히 볼 수 있는 종이다.

- 벨기에 원산의 벨기에토끼종과 프랑스 원산의 플레미시종이 있다. 벨기에토끼종은 몸무게 약 3.5kg으로 뒷다리와 귀가 크고 회갈색이며, 플레미시종은 집토끼 중에서 가장 커서 몸무게 5-8kg 정도이다. 몸은 크고 귀는 늘어져 있다. 털빛깔은 회색·검은색·흰색·남색 등 여러 가지이다.

- 히말라야 원산 히말라얀과 폴리시종이 있다. 히말라얀은 몸무게 약 1.5kg으로서 털빛깔은 순백색이나 귀·입·발끝·꼬리는 검은색이다. 폴리시종은 집토끼 중에서 가장 작아서 몸무게 1-1.5kg이고 흰색이며 발이 특히 짧다. 그 밖에 터키종과 잉글리시종이 인기가 있다.

## 같이 보기
- 굴토끼
- 토끼
- 토끼과
- 토끼목